# Bola do pé

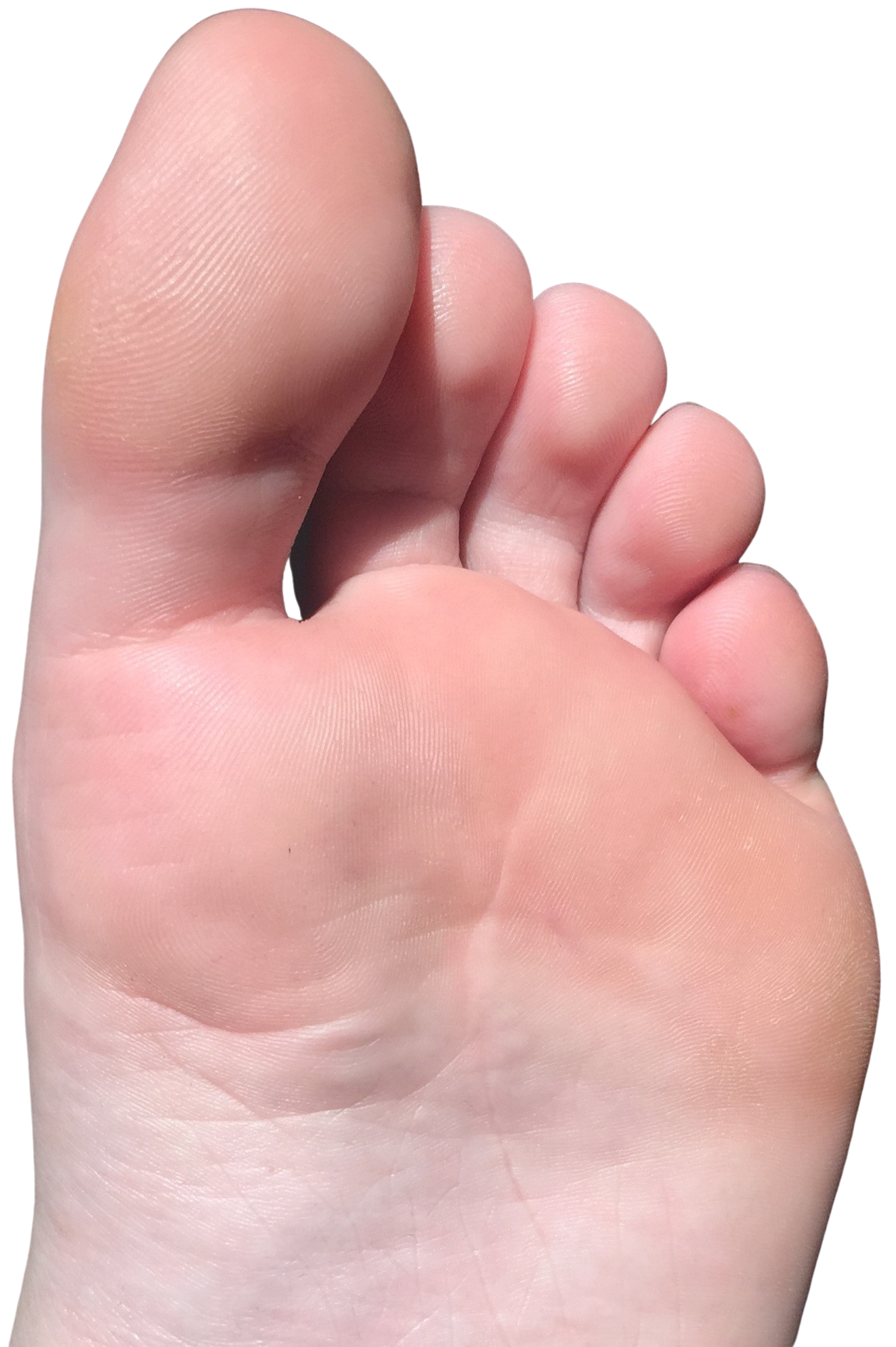
Bola do pé

A bola do pé é a porção acolchoada da sola entre os dedos e o arco, abaixo das cabeças dos ossos metatarsais. 
Na morfologia comparativa do pé, a bola é mais análoga à almofada metacarpal (pata dianteira) ou metatarsal (pata traseira) em muitos mamíferos com patas e serve principalmente para as mesmas funções.
A bola do pé é de extrema importância ao praticar esportes. Muitos esportes, como o tênis, exigem que o jogador fique na ponta dos pés para aumentar a agilidade.
A bola é uma área em que as pessoas desenvolvem dor, conhecida como metatarsalgia. As que usam salto alto frequentemente desenvolvem dores nas pontas dos pés devido à imensa pressão exercida sobre eles por longos períodos de tempo, devido à inclinação dos sapatos. Para remediar isso, existe a palmilha ou almofada ortopédica para os pés, que são colocadas nos sapatos para aliviar um pouco da pressão. Como alternativa, as pessoas podem fazer um procedimento no qual um preenchimento dérmico é injetado nas pontas dos pés para adicionar amortecimento.   Outra opção é simplesmente minimizar o uso de sapatos de salto alto para apenas breves períodos de tempo, a fim de permitir que os tecidos sobrecarregados tenham algum tempo para se recuperar.